# Teatro Ariston
Het Ariston-theater is de belangrijkste theaterzaal van de Italiaanse badplaats San Remo.
Het theater werd ingewijd op 31 mei 1963 en biedt plaats aan 1960 toeschouwers. Het theater wordt als cinemazaal gebruikt maar is sinds 1977 ook de locatie voor het populaire Festival van San Remo en nam zo de plaats in van het Casino van San Remo.